# Harald Fleetwood (militär)
Harald Georg Fleetwood, född den 16 november 1748 på Lundby i Kölaby socken, Älvsborgs län, död den 5 augusti 1829 på Salaholm i Trävattna socken, Skaraborgs län, var en svensk friherre och militär. Han var sonsons son till Georg Fleetwood, måg till Jacob Constantin Fock, far till Carl Gustaf Fleetwood och farfar till Harald Fleetwood.
Fleetwood blev volontär vid Västgöta kavalleriregemente 1763, korpral där samma år, livdrabant 1766, löjtnant i armén 1770 och vid Västgöta kavalleriregemente 1773, stabsryttmästare 1776, ryttmästare på stat 1784, sekundmajor 1792 samt premiärmajor och överstelöjtnant 1795. Han befordrades till överste i armén 1800 och beviljades avsked 1805. Fleetwood ägde Stinggården i Häggesleds socken. Han blev riddare av Svärdsorden 1797.